# Vanessa Redgrave

Vanessa Redgrave, 1972

Dame Vanessa Redgrave DBE (* 30. Januar 1937 in London) ist eine britische Theater- und Filmschauspielerin. Sie gewann 1978 den Oscar und ist zweifache Golden-Globe-Preisträgerin.

## Leben
Vanessa Redgrave entstammt einer Schauspielerdynastie, die von ihrem Großvater Roy Redgrave (1873–1922) begründet wurde. Auch ihre Eltern Michael Redgrave und Rachel Kempson sowie ihre Geschwister Lynn Redgrave und Corin Redgrave waren in der Filmbranche tätig.

### Theaterrollen
Nach ihrer Ballettausbildung besuchte sie die Central School of Speech and Drama und beendete diese im Jahr 1958. Im selben Jahr debütierte sie sowohl am Theater wie auch beim Film an der Seite ihres Vaters. Bis 1966 spielte sie zunächst ausschließlich Theater. 1961 wurde sie Mitglied des renommierten Theaterensembles Royal Shakespeare Company. Ihre dortigen Darstellungen von Rosalinde in Wie es euch gefällt und Kätchen in Der Widerspenstigen Zähmung wurden vom Publikum wie auch von Kritikern gefeiert. Redgrave erhielt zahlreiche Ehrungen als Theaterschauspielerin.

### Filmkarriere

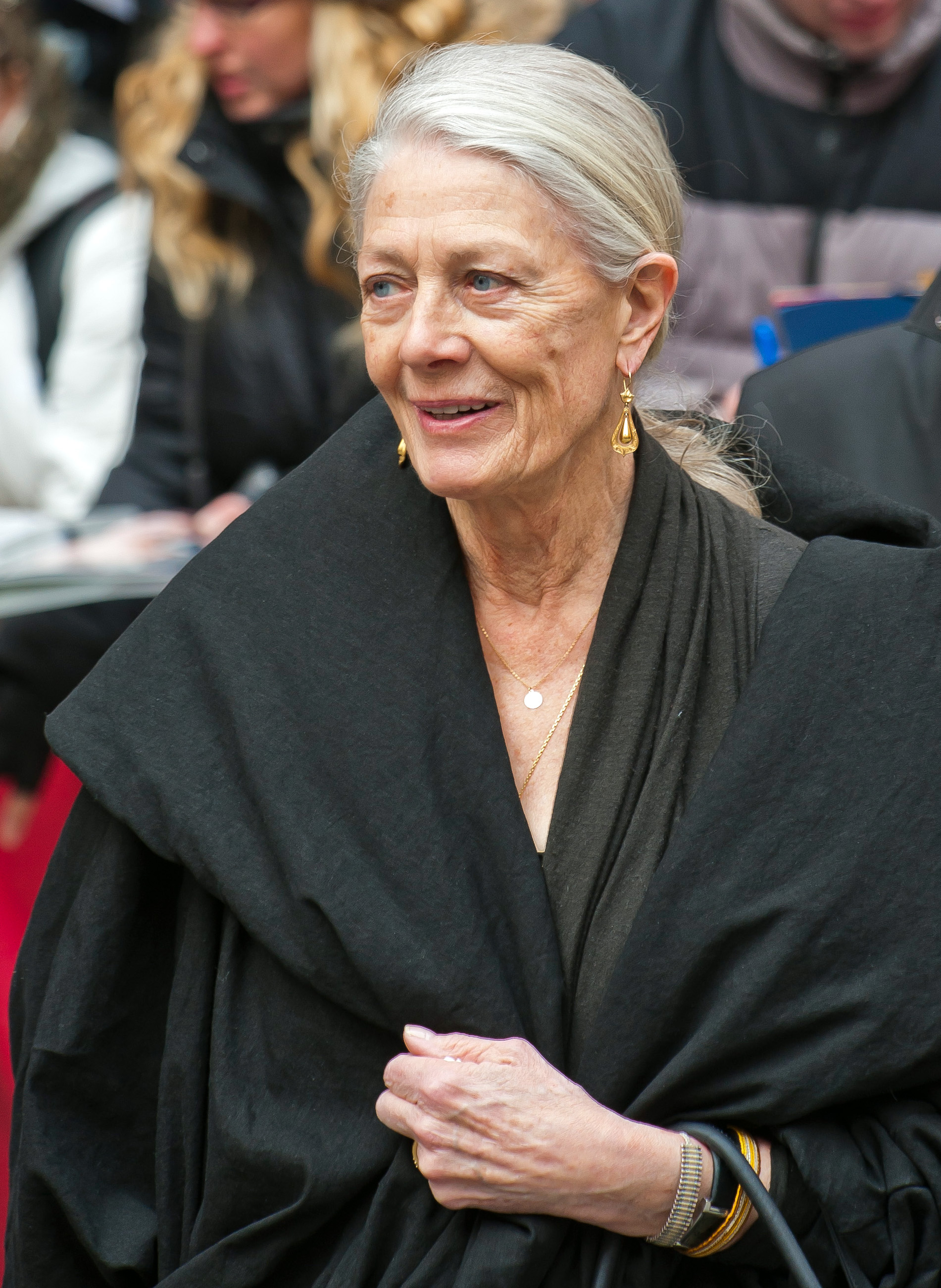
2011 auf der Berlinale

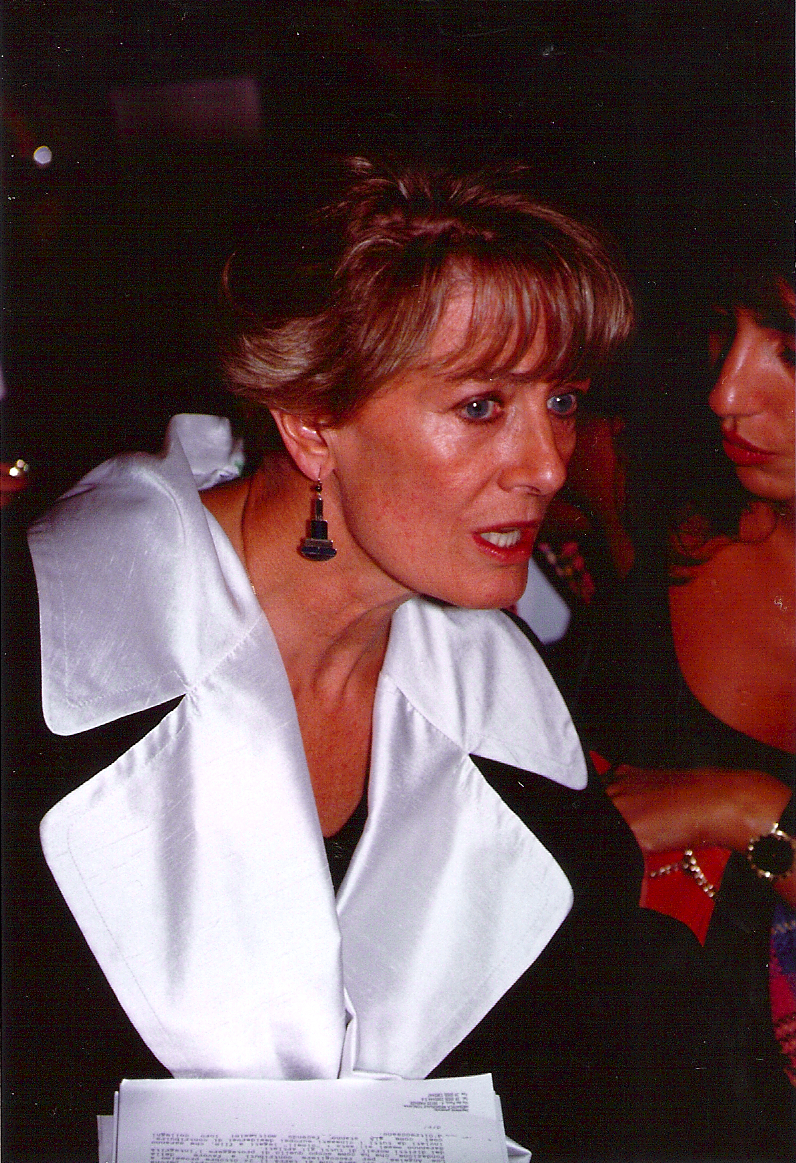
Vanessa Redgrave

Mit ihrer ersten Hauptrolle in Morgan. A Suitable Case For Treatment (dt. Protest, 1966) gelang ihr der Durchbruch beim Film. Neben einer Oscarnominierung erhielt sie den Darstellerpreis bei den Filmfestspielen von Cannes 1966. Michelangelo Antonionis Film Blow Up machte sie einem weltweiten Kinopublikum bekannt und brachte ihr erneut einen Preis in Cannes ein. Zahlreiche Filme folgten, für die sie etliche weitere Nominierungen und Ehrungen erhielt, so 1978 den Oscar als beste Nebendarstellerin für Fred Zinnemanns Julia sowie 1980 den Emmy für den Fernsehfilm Playing For Time nach einem Stoff von Arthur Miller.
Als Film- und Fernsehschauspielerin wirkte sie an mehr als 130 Produktionen mit. 2017 gab sie mit der Dokumentation Sea Sorrow ihr Regiedebüt.

### Privatleben
Vanessa Redgrave war von 1962 bis 1967 mit dem Regisseur Tony Richardson verheiratet. Aus der Ehe stammen die Töchter Natasha Richardson (1963–2009) und Joely Richardson (* 1965), die ebenfalls Schauspielerinnen wurden. Auch ihre Enkelin, Daisy Bevan, ist Schauspielerin.
Nach der Scheidung 1967 von ihrem Ehemann hatte Redgrave diverse Beziehungen. Ihr drittes Kind Carlo Gabriel Nero (* 1969) stammt aus der Verbindung mit Franco Nero, den sie 37 Jahre nach der Geburt des gemeinsamen Sohnes im Dezember 2006 heiratete. Carlo Gabriel Nero ist Schauspieler und Regisseur.

### Politisches Engagement
Vanessa Redgrave ist Trotzkistin und auch anderweitig politisch engagiert: So demonstrierte sie gegen Nuklearwaffen, gegen den Vietnamkrieg, für die IRA, für Jassir Arafat und seine PLO. Der Auslöser für ihr politisches Engagement war eine Radiosendung der BBC aus dem Jahr 1948, in der die Allgemeine Erklärung der Menschenrechte von Eleanor Roosevelt, die auch zu ihren Mitverfassern gehörte, verlesen wurde.
1978 wurde Redgrave für ihre Darstellung der Titelrolle in dem Film Julia, die im Zweiten Weltkrieg wegen ihrer antifaschistischen Aktivitäten vom Nazi-Regime ermordet wurde, mit dem Oscar ausgezeichnet. Vor der Verleihung demonstrierten Mitglieder der Jewish Defense League gegen Vanessa Redgrave wegen ihrer Mitwirkung in dem Dokumentarfilm The Palestinian von 1977 und ihres  Engagements für die Palästinenser. Die Academy hatte im Vorfeld der Verleihung Todesdrohungen erhalten für den Fall, dass ihr der Oscar verliehen werden würde. In ihrer Dankesrede zur Preisverleihung verurteilte sie jede Form von Totalitarismus und bemerkte dabei, dass weder sie noch die Academy sich einschüchtern ließen von einer „kleinen Gruppe zionistischer Ganoven, deren Verhalten einen Angriff auf die Größe der Juden in der ganzen Welt und die großartige und heroische Erinnerung an ihren Kampf gegen Faschismus und Unterdrückung“ darstellte.
Inzwischen engagiert sich Redgrave vor allem als UNICEF-Botschafterin und gegen den Irakkrieg.
Im Rahmen der Neujahresehrung 2022 wurde Redgrave von Königin Elisabeth II. als Dame Commander des Order of the British Empire geadelt.

## Zitate
„Vanessa Redgrave ist eine große Künstlerin, die sich nicht mit der Welt abfindet, wie sie ist. Sie besitzt den Mut zur Provokation und die Freiheit, sich nicht vereinnahmen zu lassen.“

„Es ist unmöglich zu schauspielern, wenn man nichts über die menschliche Natur weiß. Man muss sie studieren. Man muss sich selbst erforschen. Herausfinden, wer man ist. Ich studiere die Menschen und mich selbst.“

## Filmografie (Auswahl)
- 1958: Hinter der Maske (Behind The Mask) – Regie: Brian Desmond Hurst
- 1966: Nur eine Frau an Bord (The Sailor from Gibraltar)
- 1966: Protest (Morgan: A Suitable Case for Treatment)
- 1966: Ein Mann zu jeder Jahreszeit (A Man for All Seasons)
- 1966: Blow Up
- 1967: Camelot – Am Hofe König Arthurs (Camelot)
- 1968: Der Angriff der leichten Brigade (The Charge of the Light Brigade)
- 1968: Isadora
- 1968: Die Möwe (The Sea Gull) – Regie: Sidney Lumet
- 1968: Das verfluchte Haus (Un tranquillo posto di campagna)
- 1969: Oh! What a Lovely War
- 1971: Die Teufel (The Devils)
- 1971: Maria Stuart, Königin von Schottland (Mary, Queen of Scots)
- 1971: Die Troerinnen (The Trojan Women) – Regie: Michael Cacoyannis
- 1974: Mord im Orient-Expreß (Murder on the Orient Express)
- 1975: Haß kennt keine Nachsaison (Out of Season) – Regie: Alan Bridges
- 1976: Kein Koks für Sherlock Holmes (The Seven-Per-Cent Solution)
- 1977: Julia
- 1977: The Palestinian (Dokumentarfilm)
- 1979: Das Geheimnis der Agatha Christie (Agatha)
- 1979: Yanks – Gestern waren wir noch Fremde (Yanks)
- 1979: Die Bäreninsel in der Hölle der Arktis (Bear Island)
- 1980: Spiel um Zeit – Das Mädchenorchester in Auschwitz (Playing For Time) (Fernsehfilm)
- 1981: Dies ist mein Kind! (My Body, My Child) – Regie: Marvin J. Chomsky (Fernsehfilm)
- 1983: Sing Sing – Regie: Sergio Corbucci
- 1983: Wagner – Das Leben und Werk Richard Wagners (Wagner) (Fernsehfilm)
- 1984: Die Damen aus Boston (The Bostonians)
- 1985: Wetherby
- 1985: Steaming – Regie: Joseph Losey
- 1986: Peter der Große (Peter the Great) – Regie: Marvin J. Chomsky (Fernseh-Miniserie)
- 1986: Geschlechtsumwandlung – I Change My Life (Second Serve) – Regie: Anthony Page
- 1986: Rebellion der Rechtlosen (Comrades) – Regie: Bill Douglas
- 1987: Das stürmische Leben des Joe Orton (Prick Up your Ears)
- 1990: Liebe und Tod (Diceria dell untore) – Regie: Beppe Cino
- 1990: Stalins Begräbnis (Pochorony Stalina) – Regie: Jewgeni Jewtuschenko
- 1990: Orpheus steigt herab (Orpheus Descending) – Regie: Peter Hall
- 1991: Die Ballade vom traurigen Café (The Ballad of the Sad Cafe)
- 1991: Was geschah wirklich mit Baby Jane? (Whatever Happened to Baby Jane?) – Regie: David Greene (Fernsehfilm)
- 1991: Die junge Katharina (Young Catherine)
- 1992: Wiedersehen in Howards End (Howards End)
- 1993: Das Geisterhaus (House of Spirits)
- 1993: Zeffirellis Spatz (La storia di una capinera) – Regie: Franco Zeffirelli
- 1993: Wunderbare Augenblicke der Luftfahrt (Great Moments in Aviation)
- 1993: Lost Souls – Botschaft aus dem Jenseits (The Watch) – Regie: John Korty
- 1994: Tödliche Absichten (Mother’s Boys)
- 1994: Little Odessa
- 1995: Der Wind in den Weiden (The Wind in the Willows) – Regie: Dave Unwin
- 1995: Blackbird (Down Came a Blackbird) – Regie: Jonathan Sanger
- 1995: Ein Sommer am See (A Month by the Lake)
- 1996: Mission: Impossible
- 1996: Zwei Mütter für Zachary (Two Mothers for Zachary) – Regie: Peter Werner
- 1997: Mrs. Dalloway
- 1997: Bella Mafia – Regie: David Greene
- 1997: Fräulein Smillas Gespür für Schnee
- 1997: Oscar Wilde
- 1998: Deep Impact
- 1998: Lulu on the Bridge
- 1999: Das schwankende Schiff (Cradle Will Rock)
- 1999: Durchgeknallt (Girl, Interrupted)
- 1999: Mirka – Regie: Rachid Benhadj
- 2000: Women Love Women (If These Walls Could Talk 2)
- 2000: Die Wahrheit über Engel (A Rumor of Angels)
- 2001: Jagd auf den Schatz der Riesen (Jack and the Beanstalk: The Real Story)
- 2001: Das Versprechen (The Pledge)
- 2002: Crime and Punishment – Du sollst nicht töten (Crime and Punishment)
- 2002: Churchill – The Gathering Storm (The Gathering Storm)
- 2003: Byron – Regie: Julian Farino
- 2003: In tierischer Mission (Good Boy!) (Stimme)
- 2004: The Fever
- 2005: The White Countess
- 2005: Der Herr der Diebe (The Thief Lord)
- 2005: The Keeper: The Legend of Omar Khayyam – Regie: Kayvan Mashayekh
- 2006: Die Muschelsucher (Fernsehfilm) – Regie: Piers Haggard
- 2007: Abbitte (Atonement)
- 2007: Spuren eines Lebens (Evening)
- 2008: Ein Job
- 2009: Die Triffids – Pflanzen des Schreckens (Fernsehfilm)
- 2010: Briefe an Julia (Letters to Juliet)
- 2010: Whistleblower – In gefährlicher Mission (The Whistleblower)
- 2011: Coriolanus
- 2011: Anonymus – Regie: Roland Emmerich
- 2012: Song for Marion
- seit 2012: Call the Midwife – Ruf des Lebens (Call the Midwife) (Fernsehserie, Stimme)
- 2013: Der Butler (The Butler)
- 2014: Foxcatcher
- 2016: Ein verborgenes Leben – The Secret Scripture (The Secret Scripture)
- 2017: Sea Sorrow (Dokumentarfilm: Regie)
- 2017: Film Stars Don’t Die in Liverpool
- 2017: Man in an Orange Shirt
- 2018: The Aspern Papers – Regie: Julien Landais
- 2019: Georgetown
- 2019: Mrs Lowry & Son
- 2021: Finding You

## Auszeichnungen (Auswahl)

### Oscar
- 1967: nominiert in der Kategorie Beste Hauptdarstellerin für Protest
- 1969: nominiert in der Kategorie Beste Hauptdarstellerin für Isadora
- 1972: nominiert in der Kategorie Beste Hauptdarstellerin für Maria Stuart, Königin von Schottland
- 1978: Beste Nebendarstellerin für Julia
- 1985: nominiert in der Kategorie Beste Hauptdarstellerin für Die Damen aus Boston
- 1993: nominiert in der Kategorie Beste Nebendarstellerin für Wiedersehen in Howards End

### BAFTA Awards
- 1967: nominiert in der Kategorie Beste britische Darstellerin für Protest
- 1988: nominiert in der Kategorie Beste Nebendarstellerin für Das stürmische Leben des Joe Orton
- 2003: nominiert in der Kategorie Beste Fernsehdarstellerin für Churchill – The Gathering Storm
- 2010: Ehrenpreis für ihr Lebenswerk

### Golden Globe Award
- 1967: nominiert in der Kategorie Beste Hauptdarstellerin – Komödie oder Musical für Protest
- 1968: nominiert in der Kategorie Beste Hauptdarstellerin – Komödie oder Musical für Camelot – Am Hofe König Arthurs
- 1969: nominiert in der Kategorie Beste Hauptdarstellerin – Drama für Isadora
- 1972: nominiert in der Kategorie Beste Hauptdarstellerin – Drama für Maria Stuart, Königin von Schottland
- 1978: Beste Nebendarstellerin für Julia
- 1985: nominiert in der Kategorie Beste Hauptdarstellerin – Drama für Die Damen aus Boston
- 1987: nominiert in der Kategorie Beste Hauptdarstellerin – Miniserie oder Fernsehfilm für Second Serve
- 1988: nominiert in der Kategorie Beste Nebendarstellerin für Das stürmische Leben des Joe Orton
- 1989: nominiert in der Kategorie Beste Hauptdarstellerin – Miniserie oder Fernsehfilm für A Man for All Seasons
- 1996: nominiert in der Kategorie Beste Hauptdarstellerin – Komödie oder Musical für Ein Sommer am See
- 1996: nominiert in der Kategorie Beste Hauptdarstellerin – Miniserie oder Fernsehfilm für Bella Mafia
- 2001: Beste Nebendarstellerin – Serie, Miniserie oder Fernsehfilm für Women Love Women
- 2003: nominiert in der Kategorie Beste Hauptdarstellerin – Miniserie oder Fernsehfilm für Churchill – The Gathering Storm

### Weitere
Internationale Filmfestspiele von Cannes
- 1966: Beste Darstellerin für Protest
- 1969: Beste Darstellerin für Isadora

David di Donatello
- 1972: Spezialpreis für Maria Stuart, Königin von Schottland

Drama Desk Award
- 1997: Beste Hauptdarstellerin in einem Theaterstück für Antony and Cleopatra
- 2003: Beste Hauptdarstellerin in einem Theaterstück für Long Day’s Journey Into Night
- 2007: Beste Hauptdarstellerin in einem Theaterstück für The Year of Magical Thinking

Emmy
- 1981: Beste Hauptdarstellerin in einem Fernsehmehrteiler oder Spezial für Playing for Time
- 2000: Beste Nebendarstellerin in einer Miniserie oder Fernsehfilm für Women Love Women

Kansas City Film Critics Circle
- 1968: Beste Hauptdarstellerin für Camelot – Am Hofe König Arthurs
- 1978: Beste Nebendarstellerin für Julia

Laurence Olivier Award
- 1984: Beste Darstellerin in einem Theater-Revival für The Aspern Papers

London Critics’ Circle Film Award
- 2008: Beste Nebendarstellerin für Abbitte

Los Angeles Film Critics Association Award
- 1977: Beste Nebendarstellerin für Julia

National Society of Film Critics Award
- 1970: Beste Hauptdarstellerin für Isadora
- 1985: Beste Hauptdarstellerin für Die Damen aus Boston
- 1986: Beste Hauptdarstellerin für Wetherby

New York Film Critics Circle Award
- 1987: Beste Nebendarstellerin für Das stürmische Leben des Joe Orton

Festival Internacional de Cine de Donostia-San Sebastián
- 1999: Donostia Award für das Lebenswerk

Screen Actors Guild Award
- 2001: Beste Nebendarstellerin – Serie, Miniserie oder Fernsehfilm für Women Love Women

Tony Award
- 2003: Beste Hauptdarstellerin in einem Theaterstück für Long Day’s Journey Into Night
- 2007: nominiert in der Kategorie Beste Hauptdarstellerin in einem Theaterstück für The Year of Magical Thinking

Internationale Filmfestspiele von Venedig
- 1994: Coppa Volpi als beste Nebendarstellerin für Little Odessa
- 2018: Goldener Löwe für ihr Lebenswerk

Goldene Kamera
- 2019: Goldene Kamera in Berlin für ihr Lebenswerk

Europäischer Filmpreis
- 2023: European Lifetime Achievement Award[6]